# Lophuromys makundii
Lophuromys makundii és un rosegador del gènere Lophuromys que és endèmic de Tanzània. Se'l pot distingir d'altres espècies del grup Lophuromys flavopunctatus per una sèrie de característiques cranials. Pesa 33-58 g i té una llargada corporal de 118-134 mm, sense comptar la cua, que mesura 59-85 mm. Les potes posteriors fan 21,0-23,1 mm i les orelles 16,5-20,7 mm.
Aquest tàxon fou anomenat en honor de l'entomòleg i catedràtic tanzà Rhodes H. Makundi.